# ماريا كريستينا (دوقة تيشن)
ماريا كريستينا دوقة تيشن (ماريا كريستينا يوهانا يوزفا أنطونيا؛ 13 مايو 1742- 24 يونيو 1798)، هي الطفل الخامس لماريا تيريزا من النمسا وفرانتس الأول، الإمبراطور الروماني المقدس. تزوجت في عام 1766 من الأمير ألبرخت كازيمير الساكسوني، واستلم الزوجان دوقية تيشن (الواقعة اليوم في بولندا)، وعُينت حاكمة الأراضي المنخفضة النمساوية بالاشتراك مع زوجها خلال 1781-1789 و1791-1792. عاشت مع زوجها في فيينا بعد طردها مرتين من هولندا (في 1789 و1792) وبقيت هناك حتى وفاتها.

## سيرتها

### حكمها للأراضي المنخفضة النمساوية

#### السنوات الأولى
عُينت ماريا كريستينا وزوجها ألبرت -وفقًا لإرادة ماريا تيريزا- كحاكمين مشتركين للأراضي المنخفضة النمساوية بعد وفاة عمها كارل ألكسندر من لورين في 4 يوليو من عام 1780؛ ولكن الإمبراطورة الأرملة توفيت في 29 نوفمبر من ذلك العام، خلال الاستعدادات لرحلة الزوجين. أخذ حينها يوزف الثاني زمام الحكم بشكل منفرد بصفته الإمبراطور الروماني المقدس؛ كانت علاقة يوزف وشقيقته كريستينا سيئة وشعر بالغيرة من منصبها المتميز وعلاقتها الحميمة مع والدتهما. وافق جوزيف الثاني على تعيينها وزوجها حاكمين للأراضي المنخفضة النمساوية من أجل إخراجها من فيينا، لكنه خفض دخلهما. في 3 يونيو من عام 1781، غادرت ماريا كريستينا وألبرخت مدينة فيينا واستقبلهم جورج آدم -أمير ستارهيمبرغ والوزير المكلف في الأراضي المنخفضة النمساوية- في تيين، في 9 يوليو؛ في اليوم التالي (10 يوليو)، دخلا رسميًا إلى بروكسل، وأقاموا هناك.
لم يسمح الإمبراطور لأخته بالتصرف بالموارد المالية المرافقة لمنصبها، وبذلك قامت ماريا كريستينا باشتكاء لأخيها الآخر ليوبولد وانتقدت كيف عوملت فيما يخص تقسيم ميراث والدتها ماريا تيريزا. ولم تتمكن هي وزوجها أيضًا من لعب دور سياسي مستقل، إذ اقتصر دورهما على كونهما شخصيات رمزية فقط. وجد يوزف الثاني (الذي سيطر بشكل صارم لمدة سبعة أسابيع على الأراضي المنخفضة النمساوية) أن الإدارة والظروف الداخلية سلبية، وقرر إجراء إصلاحات عميقة، حتى قبل تعيين شقيقته وزوجها حاكمين للأراضي المنخفضة النمساوية، ناقش يوزف الثاني خططه مع وزرائه وكبار المسؤولين، واقتصرت مهمة الحاكمين المشتركين على تنفيذ الأوامر والتوقيع المراسيم التي تصدر من الإمبراطور من خلال المستشارين الذين عينهم لهما. دون أي قوة حقيقية، اقتصرت وظيفة ماريا كريستينا وألبرت على استقبال الضيوف الأجانب والاستمتاع بالصيد. شيد الزوجان قصر لايكين بين عامي 1782 و1784 من أجل إقامتهم الصيفية، حيث أكملا مجموعتهم الفنية الألبرتية الشهيرة.
على أي حال، سادت توترات اجتماعية قوية في الأراضي المنخفضة النمساوية، وكانت الملكيات تابعة إلى حد كبير إلى أعلى شريحتين في المجتمع، وتمتع النبلاء بتفضيل واضح في النظامين الضريبي والقضائي، وبرزت أوجه قصور كبيرة في الإدارة واعاقت التجارة التنمية الاقتصادية وعانت التجارة الخارجية بسبب حاجز سخيلدة لنقل البضائع، فشلت خطط يوزف الثاني في تبادل أجزاء من الأراضي البافارية مقابل أجزاء من الأراضي المنخفضة النمساوية أو ما يُعرف بالرفع القسري لحاجز سخيلدة في 1784- 1785 من أجل الملاحة. بدلًا من ذلك، استبدل لودوفيكو، كونت بيلجيووسو –الذي ساهم في جعل نفسه غير محبوب-  أمير ستارهيمبرغ المعين وزيرًا مفوضًا في الأراضي المنخفضة النمساوية في عام 1783. فرض الإمبراطور -الذي افتقر إلى فهم واضح لحالة الأراضي المنخفضة النمساوية- إصلاحات جذرية خاصة في مجال التعليم، ما تسبب في الكثير من المقاومة وخسارة موقف الكنيسة الكاثوليكية الداعم في نوفمبر 1781، وأُلغيت الأديرة المختلفة في مارس من عام 1783. كما اقترح-على المستوى الإداري- إدخال نظام الإدارة المركزية.

### السنوات الأخيرة والوفاة
لم تعد تمارس ماريا كريستينا أي تأثير سياسي في سنواتها الأخيرة، انتقلت مع ألبرخت المصاب بمرض خطير إلى مسقط رأسه درسدن بعد إقامتها في مونستر خلال شتاء عام 1792- 1793. لقد عاشا في وئام ولكن بدون علاقتهما الدافئة السابقة، وبالتالي لم يعد لديهما مثل هذا التودد المُستفاض به. في بداية عام 1794، علما بتقديم الإمبراطور لهم الدعم المالي. بعد انتقالهم الدائم إلى فيينا، عاشت ماريا كريستينا وزوجها في قصر الكونت إيمانويل سيلفا تاروكا، لاحقاً اهتم ألبرخت بشكل أساسي بمجموعته الفنية. بعد بروز نجم نابليون، صُدمت ماريا كريستينا بشكل كبير عندما علمت بالاشتباكات العسكرية وتوقيع معاهدة كامبو فورميو (في 18 أكتوبر من عام 1797) بين نابليون وفرانتس الثاني.
في 1797 بدأت ماريا كريستينا -المصابة بالاكتئاب- بالمعاناة من مرض في المعدة. ذهبت للاستجمام في تبليتسه في يوليو من عام 1797 وتحسنت صحتها على المدى القصير، لكنها سرعان ما عانت من ألم شديد. استأجرت هي وزوجها قصر كونيتز بسبب إعادة هيكلة قصر أوغستينيراباستي، وانتقلا إلى هناك. بعد انتعاش قصير جديد، أصبحت ماريا كريستينا أكثر وأكثر مرضًا في منتصف يونيو من عام 1798؛ كتبت رسالة وداع إلى ألبرخت ذكرت فيها حبها العميق والمستمر له، وتوفيت في اليوم التالي في 24 يونيو من عام 1798 عن عمر يناهز 56 عامًا. ودُفنت في السرداب الإمبراطوري في فيينا. دُفن قلبها بشكل منفصل في هيرزغرافت، خلف مصلى لوريتو في الكنيسة الأوغسطينية داخل مجمع قصر هوفبورغ في فيينا.
بنى زوجها ألبرخت الحزين لها شاهد القبر مثير للإعجاب في الكنيسة الأوغسطينية. شوهد أحد أعمال النحات الكلاسيكي الحديث الشهير أنطونيو كانوفا بين زخارف هذا القبر، لوحظ عدم وجود أي رمز مسيحي، لكن عُرضت العديد من الزخارف الماسونية. يحتوي هرم الجدار المسطح على رصيعة لمارينا كريستينا ورموز مصنوعة من رخام كرارا. وُجد نقش كرّسه ألبرخت لزوجته بمعنى «زوجة ألبرخت الممتازة». في كتاب نشره فان دو فيفر في عام 1805-المنشور باللغة الألمانية في نفس العام- والذي يناقش قبر كانوفا، يظهر بوضوح أن النصب التذكاري ناشئ عن الفكر المسيحي، على الرغم من أن التأثير التنويري ملحوظ فيه أيضًا. دُفن ألبيرت بعد وفاته في عام 1822 بجانب زوجته وابنتهما.